# Iglesia del Corazón de María (Bilbao)
La iglesia del Corazón de María es un antiguo templo secularizado ubicado en el barrio de San Francisco de Bilbao, territorio histórico de Vizcaya.

## Ubicación
La Iglesia, hoy en día museo, está situada en el actual número 14 de la calle San Francisco.

## Contexto histórico
El edificio fue un centro de culto religioso, de estilo neogótico, vinculado a la orden de los Misioneros Hijos del Inmaculado Corazón de María (también conocidos como claretianos), que fue desacralizado y que actualmente es el Museo de reproducciones Artísticas de Bilbao. Esta nueva función fue planificada en el contexto de las estrategias para la regeneración del área de Bilbao la Vieja, San Francisco y Zabala, dentro de un amplio proceso de transformación urbana de la zona que se dio a finales de los años 90 del siglo XX y principios del siglo XXI.
En la segunda mitad del siglo XIX las minas de hierro se convirtieron en la mayor fuente de ingresos de la historia de Bilbao. La cercanía de las minas con la zona urbana de asentamiento proletario, y las condiciones de explotación sociolaboral, generaron un proceso de marginalización donde no se respetaban las más elementales condiciones urbanísticas y de higiene. En una época en la que se estaba planificando el ensanche de Bilbao, con unos barrios en crecimiento continuo en los que la población entre 1869 y 1905 se triplica, la urbanización de la zona es obviada e incluso empeora.

## Historia

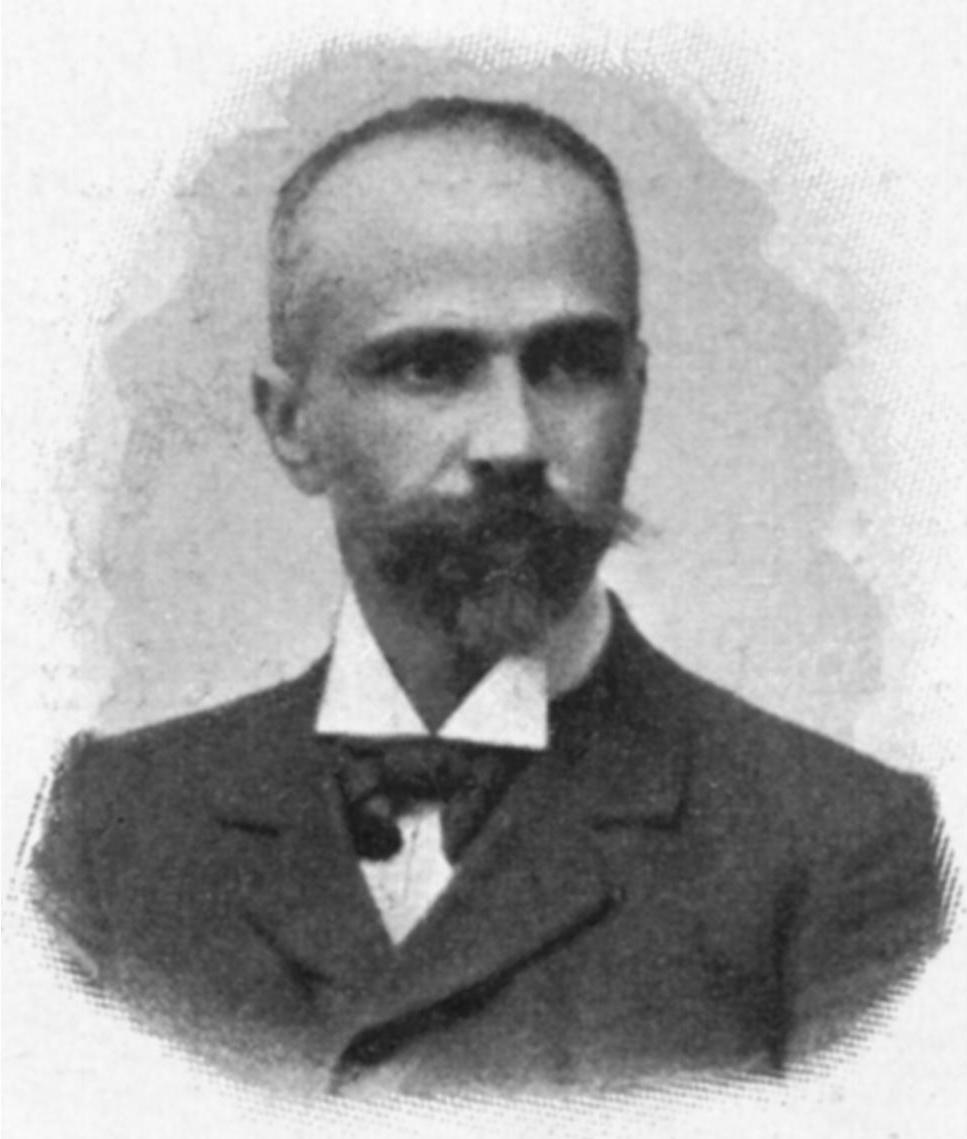
Arquitecto José María Basterra

La problemática de pobreza y falta de educación del arrabal proletario suscitó, en la burguesía, la iniciativa de paliar sus efectos mediante la creación de un centro religioso y educativo en la zona, actuación que fue promovida por Casilda Iturrizar y Urquijo, y cuya gestión les fue encomendada a los claretianos.
Por otro lado, a principios del siglo XIX se dio, a nivel internacional, un resurgir de la arquitectura gótica y medievalista, conocida como arquitectura neogótica, todo ello en el entorno de una sociedad en transformación, donde predomina una burguesía liberal. Esto no fue ajeno a Bilbao, donde en concreto la arquitectura religiosa de esta época se nutrió mayoritariamente de edificios neogóticos, siendo el arquitecto más representativo José María Basterra (Bilbao, 1859-Górliz, 1932), autor de este templo, aunque con ciertos interrogantes, porque los planos originales nunca se han encontrado.

## Descripción
La construcción de la iglesia, y simultáneamente la de la Residencia de los claretianos, se inició en 1891 y finalizó en 1894.El encargo de su construcción lo recibió José María Basterra, que tuvo que proyectar un edificio entre medianeras. Basterra tuvo que adaptarse a la manzana y el solar, y, en palabras del arquitecto Elías Mas Serra, ”desarrolló una planta en la que, de modo casi imperceptible, la organización lineal basilical o en cruz latina, evolucionó para concretarse en un modelo más propio de una planta concentrada”.

#### Interior

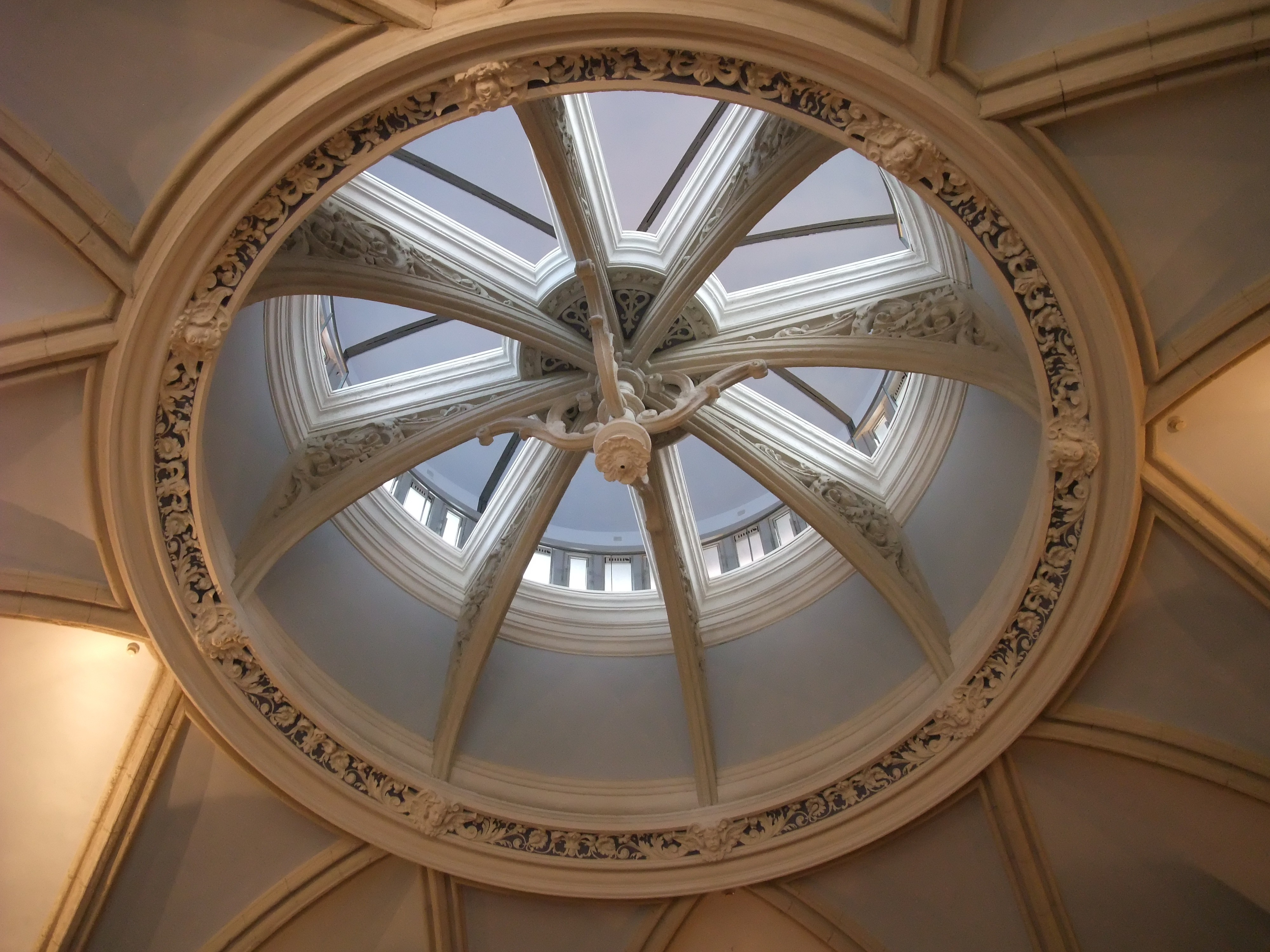
Cúpula y lucernario

Una vez superadas las dos primeras crujías se convertía en un ámbito circular y rematado con una cúpula con un lucernario. La iglesia constaba de tres naves de igual altura, siendo la central de mayor amplitud. Por la zona de acceso se dispuso un coro alto que ocupaba el ancho de las tres naves, mientras que la cabecera queda organizada como una girola de tres capillas poligonales, cubiertas cada una por una bóveda de crucería radial y conformada cada una por tres paramentos. La capilla central disponía de un camarín destinado al culto de la imagen titular de la iglesia, que se conserva hoy en día en la parroquia del edificio colindante.

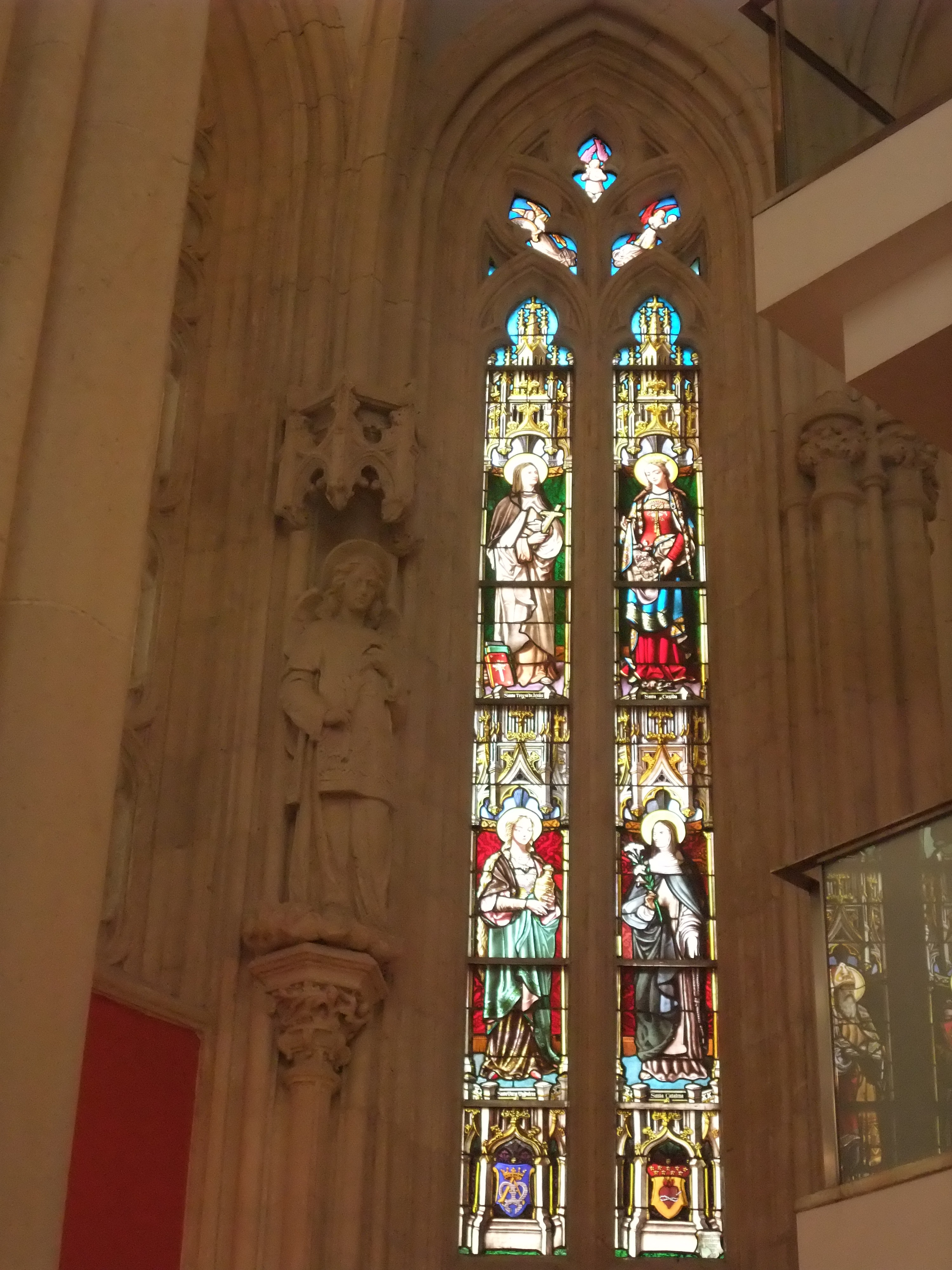
Vidrieras

Toda la iglesia se hallaba decorada con frescos y pinturas, que actualmente están desaparecidas. En el paso que comunicaba con el colegio una placa recordaba que la Coronación Canónica de la imagen del Corazón de María tuvo lugar el 16 de octubre de 1949 y en el paso que comunicaba con la sacristía otra placa decía que los claretianos y el barrio de San Francisco bendecían la memoria de Doña Casilda Iturrizar.

#### Exterior
La fachada del templo es una portada que presenta tres ámbitos simétricos, disposición a modo de retablo típica del neogótico, con el acceso principal en el centro, que representa la entrada al paraíso, con un gran arco apuntado que se remata en gablete de diseño ojival. Es de destacar que la fachada respeta las alturas y perfiles de la zona en la que se encuentra y su remate, en tracería gótica.  Entre 1953 y 1959 se ampliaron la residencia y colegio.

## Museo de Reproducciones

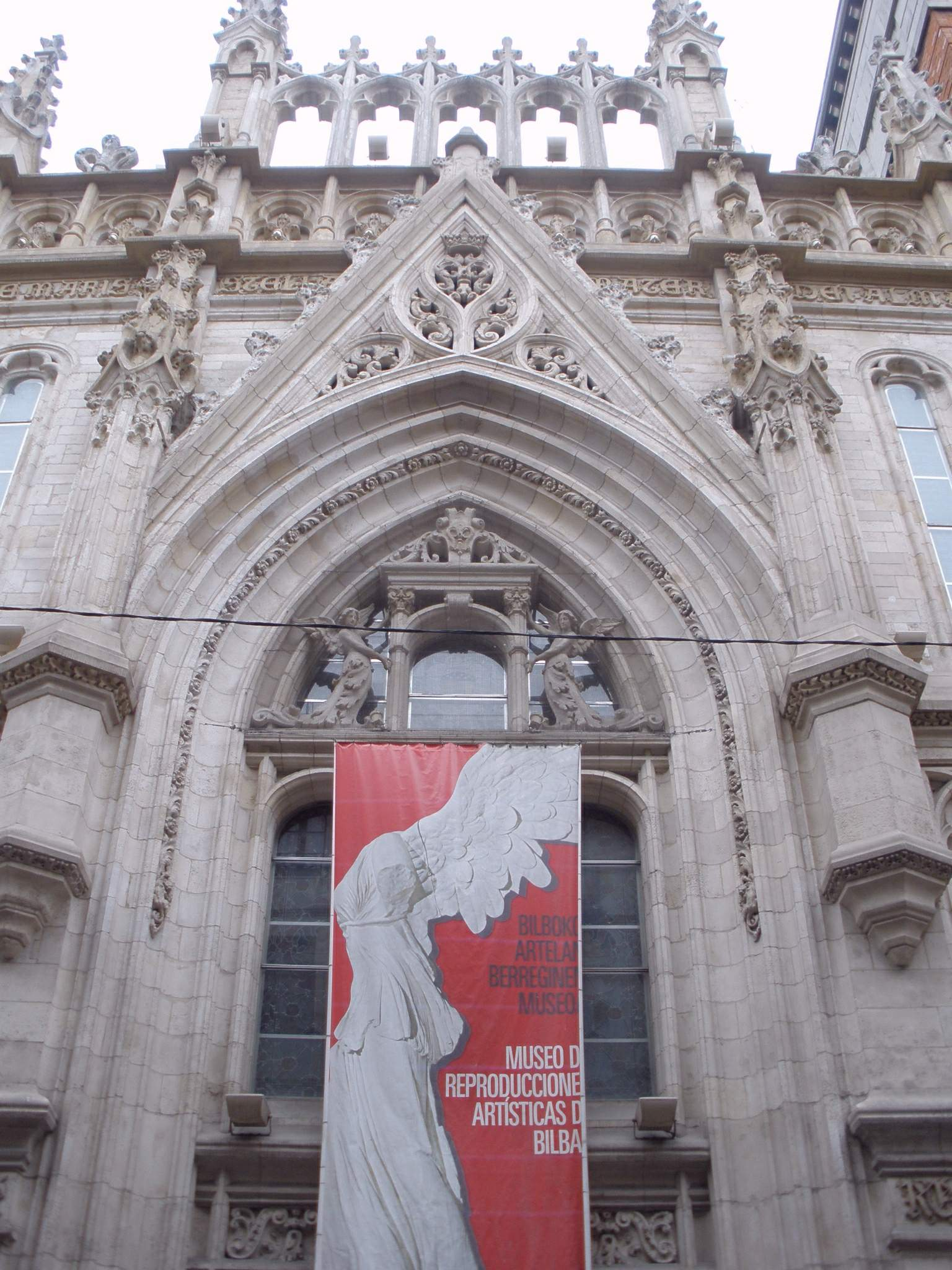
Fachada

#### Nueva parroquia
Con la constitución de la nueva parroquia el 11 de diciembre de 1966 en el edificio colindante, que fue ampliado entre 1953 y 1959, y cuyo salón de actos es la actual capilla, el templo perdió su uso y quedó desafecto como lugar de culto. Lentamente se fue  convirtiendo en ruina y un foco más de degradación de la zona, llegando al punto de que el estado del edificio no admitía arreglos. La recuperación del edificio histórico se convirtió en una de las reivindicaciones del movimiento vecinal.

#### Planes de rehabilitación
Dentro de los planes de rehabilitación de Bilbao la Vieja, San Francisco y Zabala,la restauración de la iglesia fue vinculada al Museo de Reproducciones Artísticas, siendo una actuación con dos fines, por un lado la conservación del patrimonio, y por otro la mejora de las instalaciones del museo que entonces estaba instalado en la calle Conde Mirasol.
El ayuntamiento se hizo con la propiedad, al tiempo que el gobierno vasco inició las actuaciones para la declaración del edificio como Bien de Interés Cultural.  En noviembre  de 1998, el ayuntamiento de Bilbao, de acuerdo con el patronato del Museo de Reproducciones, decidió el uso del edificio, y así lo insertó dentro de los planes de rehabilitación y reforma general, y con la constitución de la mesa de rehabilitación se aprobó la reforma y consolidación de la iglesia para destinarla a otros usos.
La restauración de la iglesia para su nueva función museística, llevada a cabo por la empresa municipal Surbisa, supuso la recuperación de los elementos más significativos del templo, tanto interiores como exteriores, dejando perfectamente reconocible su concepción original. La obra se  terminó en septiembre de 2005.